# Azabu-Jūban (métro de Tokyo)
Azabu-Jūban (麻布十番駅, Azabu-Jūban-eki) est une station du métro de Tokyo sur les lignes Namboku et Ōedo dans l'arrondissement de Minato à Tokyo. Elle est gérée conjointement par les compagnies Tokyo Metro et Toei.

## Situation sur le réseau
La station Azabu-Jūban est située au point kilométrique (PK) 3,6 de la ligne Namboku et au PK 22,1 de la ligne Ōedo.

## Histoire
La station a été inaugurée le 26 septembre 2000 sur la ligne Namboku. La ligne Ōedo y arrive le 12 décembre 2000.

## Services aux voyageurs

### Accès et accueil
La station est ouverte tous les jours.
En moyenne en 2015, 46 586 voyageurs ont fréquenté quotidiennement la station côté Tokyo Metro et 36 970 voyageurs côté Toei.

### Desserte
- Ligne Namboku :
  - voie 1 : direction Akabane-Iwabuchi (interconnexion avec la ligne Saitama Railway pour Urawa-Misono)
  - voie 2 : direction Meguro (interconnexion avec la ligne Tōkyū Meguro pour Hiyoshi)
- Ligne Ōedo :
  - voie 1 : direction Ryōgoku
  - voie 2 : direction Tochōmae

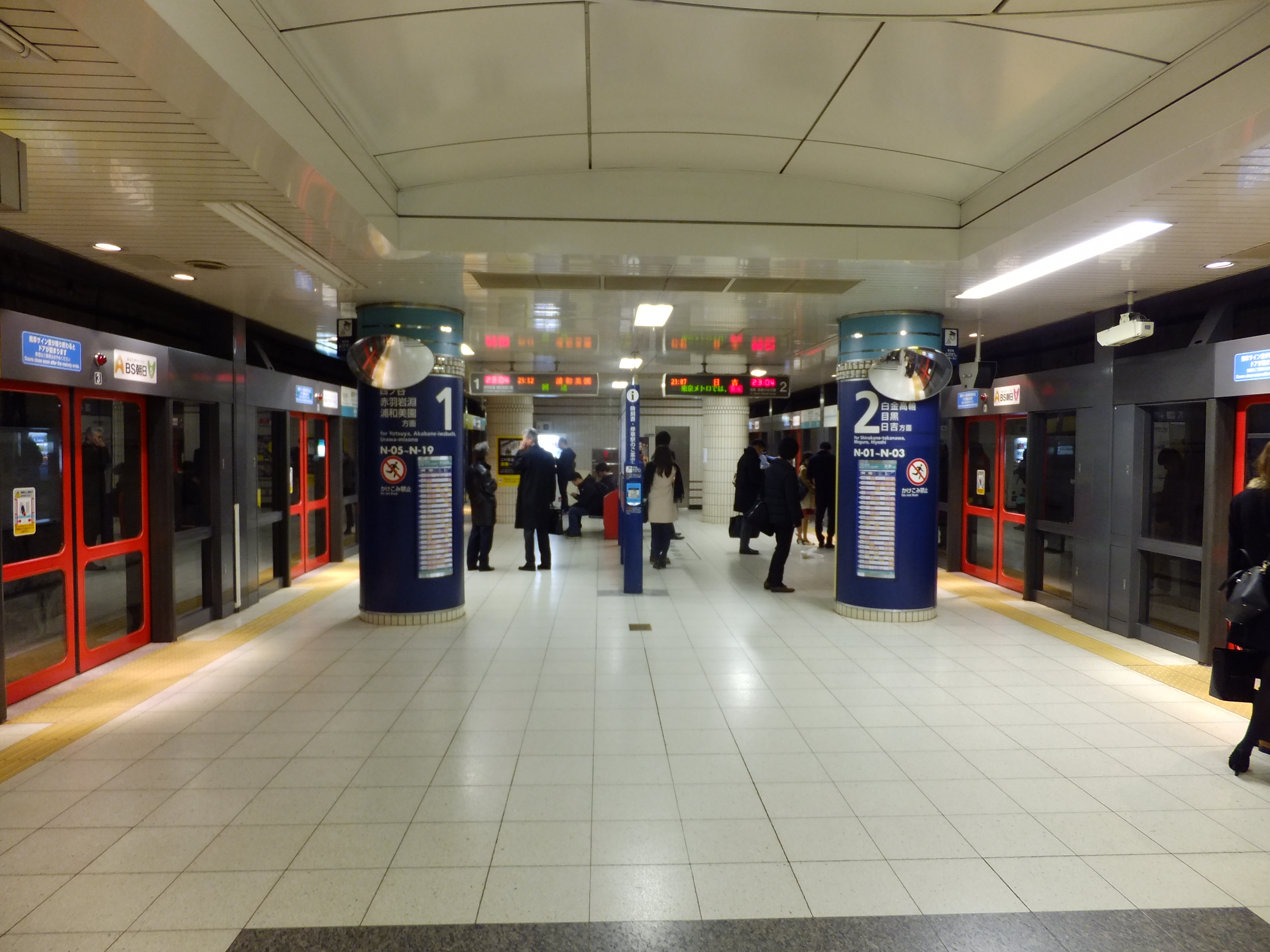
Quai de la ligne Namboku
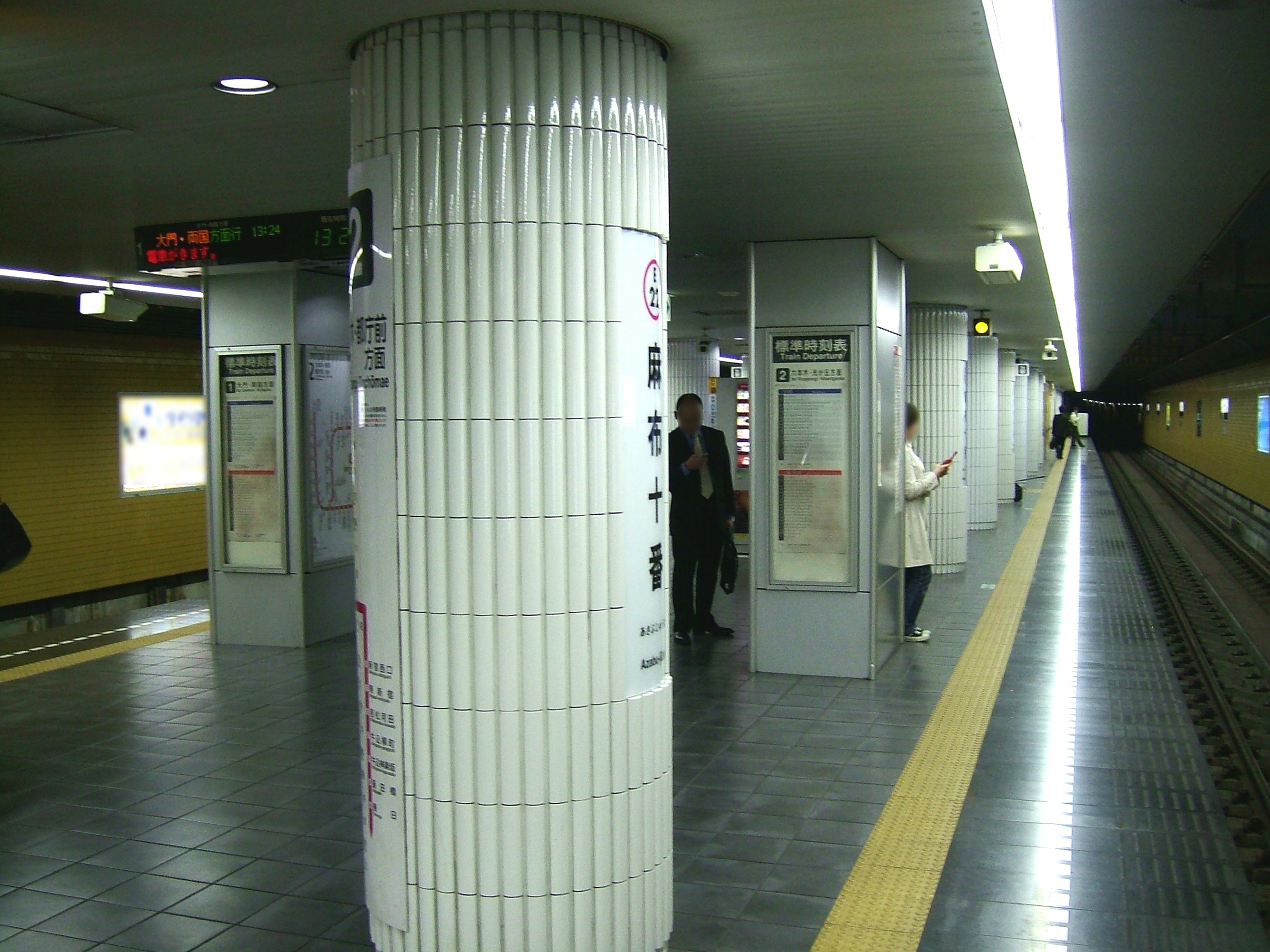
Quai de la ligne Ōedo

## À proximité
- Azabu
- Zenpuku-ji